# مضاد الإسهال
مضاد الإسهال أو الدواء مضاد الإسهال هو أي دواء يوفر ارتياحا ويفرج من أعراض الإسهال.

## الأنواع
- المحاليل الكهرلية؛ مع أنها لا تعد مضادات إسهال حقيقية إلا أنها تستخدم لتعويض السوائل والأملاح المفقودة في الحالات الحادة.

- تستخدم العوامل الضخمة مثل  ميثيل السليولوز أو  صمغ الغوار أو الألياف النباتية (النخالة ، الإسطَركوليَّة، بذور القطونة، إلخ) للإسهال في أمراض الأمعاء الوظيفية وللتحكم في مخرجات الفغر اللفائفي.